# Drôme Classic 2019
La 7.ª edición de la clásica ciclista La Drôme Classic fue una carrera en Francia que se celebró el 3 de febrero de 2019 con inicio y final en la ciudad de Livron-sur-Drôme sobre un recorrido de 214,8 kilómetros.
La carrera formó parte del UCI Europe Tour 2019, dentro de la categoría UCI 1.1. El vencedor fue el francés Alexis Vuillermoz del AG2R La Mondiale seguido de los también franceses Valentin Madouas del Groupama-FDJ y Warren Barguil del Arkéa Samsic.

## Equipos participantes
Tomaron parte en la carrera 19 equipos: 2 de categoría UCI WorldTeam; 16 de categoría Profesional Continental; y 1 de categoría Continental. Formando así un pelotón de 127 ciclistas de los que acabaron 102. Los equipos participantes fueron:
| WorldTeams (2)- AG2R La Mondiale - Groupama-FDJ Equipos continentales profesionales (16)- Direct Énergie - Arkéa-Samsic - Cofidis, Solutions Crédits - Vital Concept-B&B Hotels - Androni Giocattoli-Sidermec - Wallonie Bruxelles - Roompot-Charles - Wanty-Groupe Gobert - Delko-Marseille Provence - Neri Sottoli-Selle Italia-KTM - Caja Rural-Seguros RGA - Israel Cycling Academy - Rally UHC Cycling - Riwal Readynez - Euskadi Basque Country-Murias - Burgos-BH Equipo continental- Saint Michel-Auber 93 |
| |

## Clasificación final
- Las clasificaciones finalizaron de la siguiente forma:[3]

| \| Clasificación general \| Clasificación general \| Clasificación general \| Clasificación general \| Clasificación general \| \| Ciclista \| Ciclista \| Equipo \| Tiempo \| \| \| --------------------- \| --------------------- \| ----------------------------- \| --------------------- \| --------------------- \| \| 1.º \| Alexis Vuillermoz \| AG2R La Mondiale \| 5 h 06 min 04 s \| \| \| 2.º \| Valentin Madouas \| Groupama-FDJ \| + 3 s \| \| \| 3.º \| Warren Barguil \| Arkéa-Samsic \| + 3 s \| \| \| 4.º \| Emil Vinjebo \| Riwal Readynez \| + 8 s \| \| \| 5.º \| Giovanni Visconti \| Neri Sottoli-Selle Italia-KTM \| + 13 s \| \| \| 6.º \| Arthur Vichot \| Vital Concept-B&B Hotels \| + 13 s \| \| \| 7.º \| Romain Bardet \| AG2R La Mondiale \| + 13 s \| \| \| 8.º \| Guillaume Martin \| Wanty-Gobert \| + 13 s \| \| \| 9.º \| Matteo Busato \| Androni Giocattoli-Sidermec \| + 13 s \| \| \| 10.º \| Kévin Le Cunff \| Saint Michel-Auber 93 \| + 13 s \| \| |                   |                               |                 |
| |                   |                               |                 |
| Fuente: ProCyclingStats |                   |                               |                 |
| Clasificación general |                   |                               |                 |
| Ciclista | Ciclista          | Equipo                        | Tiempo          |
| 1.º | Alexis Vuillermoz | AG2R La Mondiale              | 5 h 06 min 04 s |
| 2.º | Valentin Madouas  | Groupama-FDJ                  | + 3 s           |
| 3.º | Warren Barguil    | Arkéa-Samsic                  | + 3 s           |
| 4.º | Emil Vinjebo      | Riwal Readynez                | + 8 s           |
| 5.º | Giovanni Visconti | Neri Sottoli-Selle Italia-KTM | + 13 s          |
| 6.º | Arthur Vichot     | Vital Concept-B&B Hotels      | + 13 s          |
| 7.º | Romain Bardet     | AG2R La Mondiale              | + 13 s          |
| 8.º | Guillaume Martin  | Wanty-Gobert                  | + 13 s          |
| 9.º | Matteo Busato     | Androni Giocattoli-Sidermec   | + 13 s          |
| 10.º | Kévin Le Cunff    | Saint Michel-Auber 93         | + 13 s          |

## UCI World Ranking
La Drôme Classic otorgó puntos para el UCI World Ranking para corredores de los equipos en las categorías UCI WorldTeam, Profesional Continental y Equipos Continentales. Las siguientes tablas son el baremo de puntuación y los 10 corredores que obtuvieron más puntos:
| Posición   | 1.º | 2.º | 3.º | 4.º | 5.º | 6.º | 7.º | 8.º | 9.º | 10.º | 11.º | 12.º | 13.º-15.º | 16.º-25.º |
| Puntuación | 125 | 85  | 70  | 60  | 50  | 40  | 35  | 30  | 25  | 20   | 15   | 10   | 5         | 3         |

| Clasificación |                   |                               |        |
| Posición      | Ciclista          | Equipo                        | Puntos |
| ------------- | ----------------- | ----------------------------- | ------ |
| 1.º           | Alexis Vuillermoz | AG2R La Mondiale              | 125    |
| 2.º           | Valentin Madouas  | Groupama-FDJ                  | 85     |
| 3.º           | Warren Barguil    | Arkéa Samsic                  | 70     |
| 4.º           | Emil Vinjebo      | Riwal Readynez                | 60     |
| 5.º           | Giovanni Visconti | Neri Sottoli-Selle Italia-KTM | 50     |
| 6.º           | Arthur Vichot     | Vital Concept-B&B Hotels      | 40     |
| 7.º           | Romain Bardet     | AG2R La Mondiale              | 35     |
| 8.º           | Guillaume Martin  | Wanty-Gobert                  | 30     |
| 9.º           | Matteo Busato     | Androni Giocattoli-Sidermec   | 25     |
| 10.º          | Kévin Le Cunff    | Saint Michel-Auber93          | 20     |